# 支联站
支援上海柴油机厂革命造反联合司令部联络站，简称支联站，是支持上海柴油机厂革命造反联合司令部（“上柴联司”）的组织，1967年7月，上海市支联站达627个。曾组织支联总站而未成。重要人物全向东，是上海交通大学一四教研室教流体力学的助教，真名汤福坤，又名汤东生。1967年8月砸上柴联司后被铲除。